# 1906년 중간 올림픽 사이클
1906년 하계 올림픽 사이클은 그리스 아테네에서 개최된 1906년 중간 올림픽의 경기 종목이다. 11개국에서 45명의 선수가 참가하였으며, 6개 세부 종목으로 진행되었다.

## 경기장
| 도시   | 경기장                | 로마자                 | 비고      |
| ------ | --------------------- | ---------------------- | --------- |
| 아테네 | 네오 팔리론 벨로드롬  | Neo Phaliron Velodrome | 트랙 종목 |
| 아테네 | 사이클 도로 경기 코스 |                        | 도로 종목 |

## 참가국
| - 그리스 (9명) - 덴마크 (1명) - 독일 (14명) - 벨기에 (6명) - 스웨덴 (1명) - 스위스 (8명) | - 영국 (6명) - 오스트리아 (4명) - 이집트 (1명) - 이탈리아 (3명) - 프랑스 (7명) |

## 메달 집계

### 최종 순위
| 순위 | 국가     | 금메달 | 은메달 | 동메달 | 합계 |
| ---- | -------- | ------ | ------ | ------ | ---- |
| 1    | 이탈리아 | 3      | 0      | 0      | 3    |
| 2    | 영국     | 2      | 3      | 0      | 5    |
| 3    | 프랑스   | 1      | 2      | 4      | 7    |
| 4    | 독일     | 0      | 1      | 1      | 2    |
| 5    | 벨기에   | 0      | 0      | 1      | 1    |
| 합계 | 합계     | 6      | 6      | 6      | 18   |

### 메달리스트
| 종목                  | 금                               | 은                                       | 동                                         |
| --------------------- | -------------------------------- | ---------------------------------------- | ------------------------------------------ |
| 남자 개인 도로 자세히 | 페르낭 바스 · 프랑스             | 모리스 바르도뇌 · 프랑스                 | 에드몽 뤼그 · 프랑스                       |
| 남자 스프린트 자세히  | 프란체스코 베리 · 이탈리아       | 허버트 부플러 · 영국                     | 외젠 데봉니 · 벨기에                       |
| 남자 탠덤 자세히      | 영국 (GBR) · 아서 루선 · 존 매튜 | 독일 (GER) · 막스 괴트체 · 브루노 괴트체 | 독일 (GER) · 오토 큅페를링 · 카를 아르놀트 |
| 남자 독주 자세히      | 프란체스코 베리 · 이탈리아       | 허버트 크로더 · 영국                     | 앙리 망주 · 프랑스                         |
| 남자 5km 자세히       | 프란체스코 베리 · 이탈리아       | 허버트 크로더 · 영국                     | 페르낭 바스 · 프랑스                       |
| 남자 20km 자세히      | 윌리엄 페트 · 영국               | 모리스 바르도뇌 · 프랑스                 | 페르낭 바스 · 프랑스                       |

## 참고 자료
- (영어) “Cycling at the 1906 Athina Summer Games”. sports-reference.com. 2014년 2월 1일에 원본 문서에서 보존된 문서. 2010년 11월 23일에 확인함.
- (영어) De Wael, Herman. “Herman's Full Olympians: "Shooting 1906".”. 2014년 5월 13일에 원본 문서에서 보존된 문서. 2010년 11월 23일에 확인함.

| 올림픽 사이클     |                                       |           |
| 이전 대회         | 1906년 중간 올림픽 사이클 아테네 1906 | 다음 대회 |
| 세인트루이스 1904 | 1906년 중간 올림픽 사이클 아테네 1906 | 런던 1908 |